# احمد البیشی
احمد البیشی (انگلیسی: Ahmad Al-Bishi؛ زادهٔ ۲ سپتامبر ۱۹۶۲) بازیکن فوتبال اهل عربستان سعودی بود.
از باشگاه‌هایی که در آن بازی کرده‌است می‌توان به باشگاه فوتبال القادسیه عربستان سعودی اشاره کرد.
وی همچنین در تیم ملی فوتبال عربستان سعودی بازی کرده‌است.